# Bragadin
I Bragadin  furono una famiglia patrizia di Venezia, i cui membri erano annoverati fra i Longhi.

## Storia
La tradizione riferisce che i Bragadin provenissero dall'isola di Veglia, oggi in Croazia, di cui furono signori, e li annovera tra le ventiquattro casate tribunizie che elessero il primo doge Paoluccio Anafesto. Altre tradizioni sostengono che giunsero in Laguna nell'800 e che, originariamente detti Barbalin, mutarono cognome e stemma nell'890.
Rimasta compresa nel patriziato dopo la serrata del Maggior Consiglio, la famiglia fu sempre rappresentata nelle più alte cariche della Repubblica di Venezia, specialmente tra il XV e il XVI secolo, ma diede anche numerosi ecclesiastici e uomini di cultura.
Tra le tante personalità più illustri, si citano Vittore, difensore e poi riconquistatore di Verona durante la guerra contro Filippo Maria Visconti; Andrea, distintosi nella presa di Cipro; Marcantonio Bragadin, distintosi nella difesa di Famagosta contro i Turchi; Domenico, lettore di filosofia, teologia e matematica, insegnante di Luca Pacioli; Alvise, che aprì una celebre tipografia ebraica.

## Membri illustri

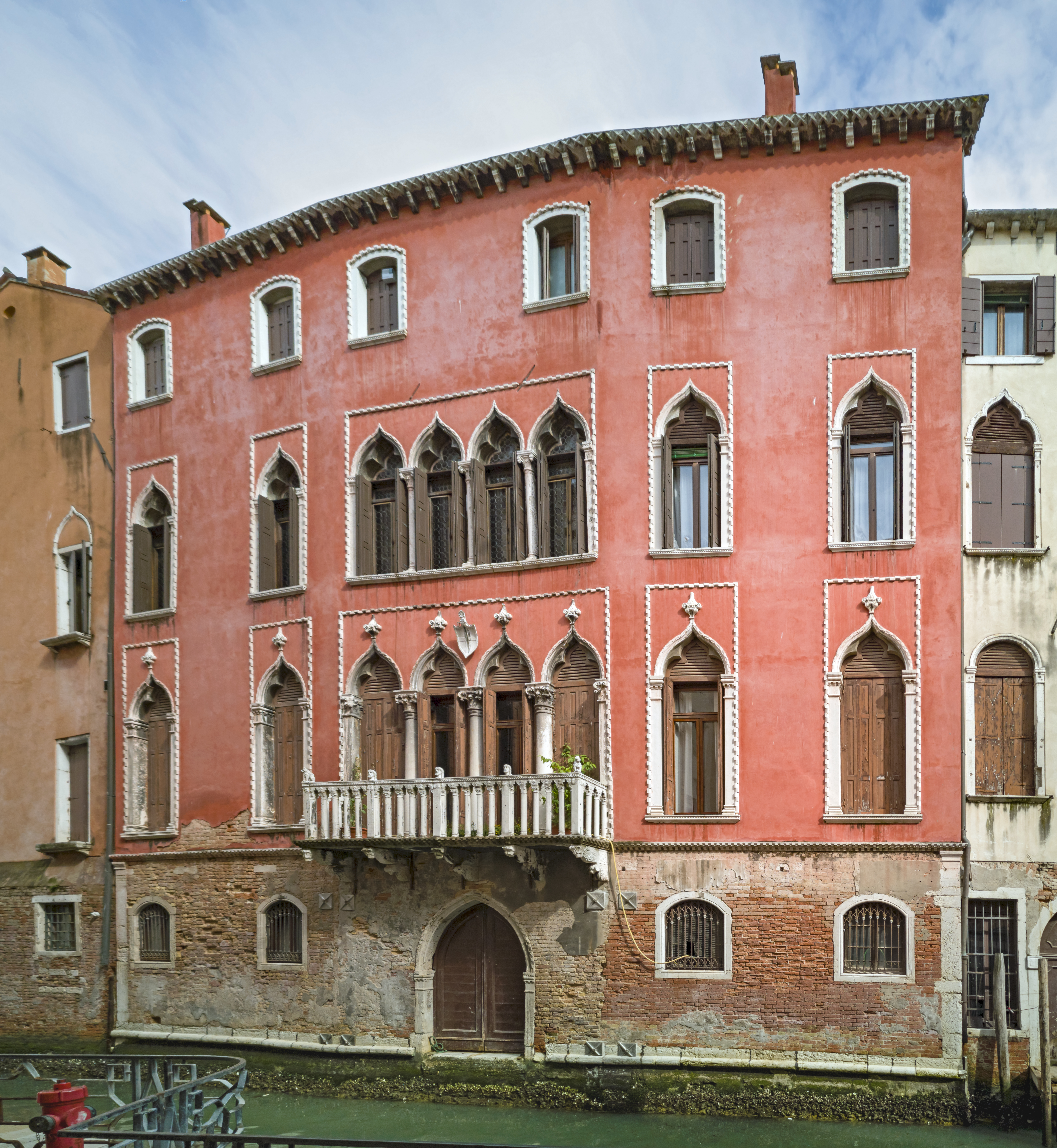
Ca' Bragadin Carabba - Rio San Lio, Venezia

- Bartolomeo Bragadin, poeta, morto nel 1507, la cui tomba si trova sulla contro-facciata della basilica dei Santi Giovanni e Paolo a Venezia;
- Alvise Bragadin (1500 - 1575), editore e tipografo;
- Marcantonio Bragadin (1523 - 1571), militare;
- Marcantonio Bragadin (1591 - 1658) cardinale;
- Matteo Bragadin (1689 - 1767), politico;
- Vincenzo Bragadin (1691 - 1762), vescovo;
- Giovanni Bragadin (1699 - 1775), patriarca di Venezia;
- Marcantonio Bragadin (1906 - 1986), ufficiale della Regia Marina;
- Vittorio Bragadin (1920 - 1941), pilota, medaglia d'oro al Valor Militare.